# Tallaght Castle
Tallaght Castle (også kendt som Tallaght House også kendt som Archiepiscopal Palace) var en borg i Kilnamanagh, Tallaght, County Dublin, Irland. Den kunne dateres til 1300-tallet. Den blev officielt residens for Church of Ireland ærkebiskoppen af Dublin indtil 1822. Den blev overtaget af Dominikanerordenen i 1856.
Borgen er i dag en ruin, hvor mindre del er inkorporeret i St. Mary's Priorys bygning, som en del af St. Mary's Dominican Priory og the Priory Institute Den gamle park, Archbishop’s bathhouse, Friar's Walk og St. Maelruain's Tree er stadig bevaret.